# Xpediter
Xpediter  ist ein von BMC Software nach der Übernahme von Compuware kommerziell vertriebenes Werkzeug für interaktive Analyse, Test und Fehlersuche in Programmen und Applikationen auf Großrechnern.
In den IBM Betriebssystemen z/OS (ehemals MVS) und z/VM (ehemals VM/CMS) lassen sich in Assembler oder in COBOL geschriebene Programme sowohl interaktiv als auch im Batch-Modus austesten und debuggen.
Das Arbeiten ist laut Anbieter unter MVS-TSO, SPF, VM/CMS sowie in der IMS-Online-Message-Region und mit CICS-Anwendungen möglich.
Ebenso können unter DB2 gespeicherte Prozeduren untersucht werden.
Die Programmausführung lässt sich Anbieterangaben zufolge an jedem beliebigen Punkt starten, unterbrechen, ändern oder beenden. Entsprechende Modifikationen des Quell- und Objektprogramms seien nicht notwendig. Alle Feld- und Registerinhalte könnten zugewiesen und hexadezimal oder formatiert angezeigt werden. Es sei möglich, alle Aktionen von der Erfüllung bestimmter Bedingungen abhängig zu machen, sodass falsche oder unvollständige Programmteile, Module, Datenbanken und Screen-calls simuliert werden können.
Alle Anweisungen könnten gesichert und jederzeit wiederverwendet werden. Als Bezugspunkte gelten symbolische Labels oder hexadezimale Adressen.

## Geschichte
1979 wurde MXB Xpediter/TSO als erster interaktiver Debugger veröffentlicht.
1998 erzielte Compuware mit Xpediter einen Umsatz von 133 Millionen US‑Dollar und hatte damit mindestens einen Marktanteil von sechzig Prozent im Segment test/debug-Software.